# Diecezja Fada N’Gourma
Diecezja Fada N’Gourma – diecezja rzymskokatolicka w Burkina Faso. Powstała w 1959 jako prefektura apostolska. Diecezja od 1964.

## Biskupi diecezjalni
- Biskupi  Fada N’Gourma 
  - Bp Pierre Claver Malgo (od 2012)
  - Bp Paul Ouédraogo (1997–2010)
  - Abp Jean-Marie Untaani Compaoré (1979–1995)
  - Bp Marcel Chauvin, C.SS.R. (1964–1979)
- Prefekci apostolscy
  - O. Alphonse Chantoux, C.SS.R. (1959–1964)